# Frederick Dove
Frederick Dove –conocido como Freddie Dove– (Royal Tunbridge Wells, 27 de septiembre de 1917-Royal Tunbridge Wells, 19 de junio de 1980) fue un deportista británico que compitió en natación. Ganó dos medallas en el Campeonato Europeo de Natación de 1938.

## Palmarés internacional
| Campeonato Europeo | Campeonato Europeo    | Campeonato Europeo | Campeonato Europeo |
| Año                | Lugar                 | Medalla            | Prueba             |
| ------------------ | --------------------- | ------------------ | ------------------ |
| 1938               | Londres (Reino Unido) | Medalla de plata   | 100 m libre        |
| 1938               | Londres (Reino Unido) | Medalla de bronce  | 4 × 200 m libre    |